# Matteo Belfrond
Matteo Belfrond (né le 15 décembre 1967 à Pré-Saint-Didier, dans la Vallée d'Aoste) est un ancien skieur alpin italien, qui a pris sa retraite sportive en 2000.

## Palmarès

### Coupe du Monde
- Meilleur classement final: 27e en 1994.
- Meilleur résultat: 2e.